# Korownictwo
Korownictwo – dawna nazwa dla zajęcia, którego celem było pozyskanie kory. Materiał ten w odpowiedni sposób przygotowywano dla pełnienia swoich funkcji użytkowych. Zajmowali się tym m.in. Słowianie: młodej kory (łyka, łubu) używano do plecenia mat, łapci, toreb, pudełek czy koszy. Stara i gruba kora wykorzystywana była do tworzenia naczyń, łyżek oraz kołczanów. Duże fragmenty kory stanowiły doskonały materiał na pokrycie dachów. W procesie garbowania skór bardzo istotnym surowcem były garbniki roślinne; te pozyskiwano m.in. ze startej kory dębu, wierzby czy brzozy. Na Rusi między XI a XV wiekiem jako materiał pisarski sprawdzała się kora brzozowa.